# Albert Pfitzer

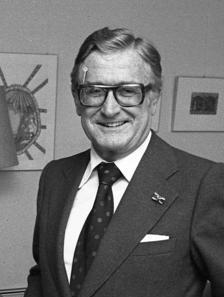
Albert Pfitzer (1975)

Albert Pfitzer (* 22. August 1912 in Kirchen bei Ehingen (Donau); † 27. Juli 2000 in Bonn) war ein deutscher Verwaltungsjurist.

## Werdegang
Pfitzer legte 1931 am humanistischen Johann-Vanotti-Gymnasium Ehingen das Abitur ab. Er studierte Rechts- und Staatswissenschaften in Tübingen, München und Berlin und wurde 1936 zum Dr. jur. promoviert. Das Thema seiner Dissertation lautete: Der Beiratsgedanke und seine Durchführung in der deutschen Gemeindeordnung, im Gesetz zur Ordnung der nationalen Arbeit und im ständischen Aufbau der Wirtschaft. In Tübingen wurde er Mitglied der katholischen Studentenverbindung KStV Alamannia Tübingen. Zum 1. Mai 1933 trat er der NSDAP bei (Mitgliedsnummer 3.583.086) und schloss sich im selben Jahr auch der SS an.
Nach dem Ende des Zweiten Weltkriegs war er kurzzeitig Regierungsrat und stellvertretender Landrat am Landratsamt Ehingen, danach von 1946 bis Dezember 1948 in gleicher Stellung am Landratsamt Wangen im Allgäu tätig. Anfang 1950 wurde er zum Bevollmächtigten des Landes Württemberg-Hohenzollern beim Bund in Bonn bestellt.
Am 15. Juni 1951 wurde er zum Direktor des Bundesrates ernannt. Er verblieb dort bis zu seiner Pensionierung am 30. Juni 1978, nachdem zuvor seine Amtszeit zweimal verlängert wurde, weil man sich nicht auf einen Nachfolger einigen konnte. Im Oktober 1966 sollte Pfitzer zum Staatssekretär im Bundeskanzleramt avancieren, das Hinweise auf Pfitzers vormalige SS-Mitgliedschaft abtun wollte. Nachdem das Bundespräsidialamt den Verfassungsschutz im Berlin Document Center nachforschen ließ, versuchte es, Bundeskanzler Ludwig Erhard von seinem Plan abzubringen. Schließlich brachte das Magazin Der Spiegel den Fall in die Öffentlichkeit und Pfitzer um seinen beruflichen Aufstieg.

## Ehrungen

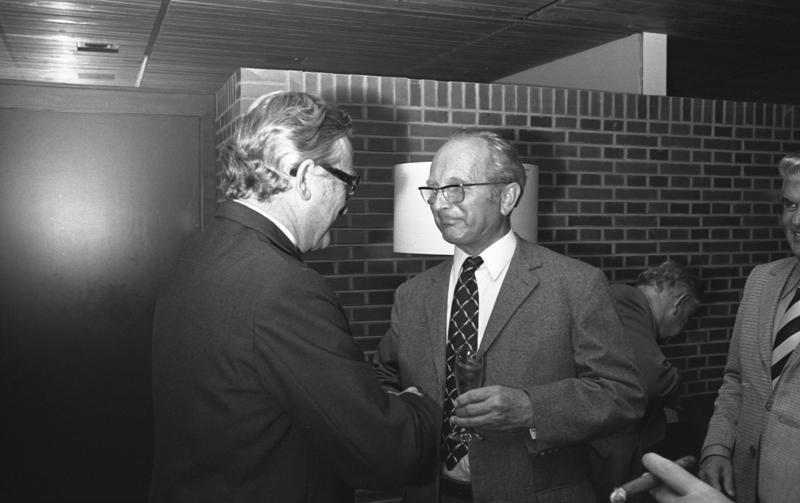
Verleihung des Bundesverdienstkreuzes

- 1975: Verdienstmedaille des Landes Baden-Württemberg.[5]
- 1976: Saarländischer Verdienstorden[6]
- 1978: Großes Verdienstkreuz (1973) mit Stern (1976) und Schulterband (1978) der Bundesrepublik Deutschland[7]